# 广州信合大厦
广州信合大厦（英語：Credit Cooperative Building）是一栋位于中国广东省广州市天河区珠江新城的摩天大楼，于2005年建成。从2005年11月7日一直到2018年9月28日，它都是广州农商银行的总部（2018年9月29日起，其总部搬迁至黄埔区科学城映日路9号）。